# جيمي جوستين
جيمي جوستين (25 أبريل 1977 في أستراليا - ) (بالإنجليزية: Jamie Heath)‏ هو لاعب كريكت أسترالي.

## وصلات خارجية
- جيمي جوستين على موقع إي آس بي آن كريك إنفو (الإنجليزية)